# Beregi erdőispánság
A beregi erdőispánság királyi udvarbirtok volt Bereg (Nagybereg) központtal. A források 1214-ben említik, mint beregi erdőt. II. András gyakran tartózkodott itt, 1233-ban itt kötötték a beregi egyezményt. Ispánságként (comitatus) először 1248-ban hallunk róla, de a 13. században districtus és provincia megnevezés is előfordul.
A tatárjárás után vármegyévé alakult mint Bereg vármegye és magába olvasztotta a tőle délre lévő Borsova vármegyét. Beregen 1242 és 1264 között fel a vár, mint új ispáni központ. A 13. században már szolgabíráit is említik, már ekkor fokozatosan nemesi vármegyévé alakult.